# U-ringnyckel

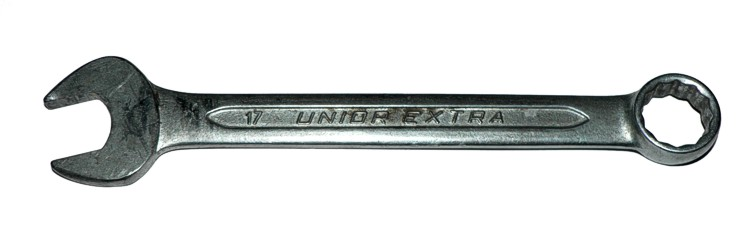
U-ringnyckel

U-ringnyckel eller PU-nyckel är en fast nyckel med u-formad öppning i en ända och ringformad öppning i en, vanligen av samma storlek.
Namnen syftar således till blocknyckelns form. U-ring avser u- och ringformen i verktygets respektive ändar. P i PU står för polygon och avser kantningen i ringdelen.

## Övrigt
Blocknycklar som endast har u-formad eller ringformad öppning i en eller båda ändar kallas u-nycklar respektive ringnycklar